# 本妙院 (大田区)
本妙院（ほんみょういん）は、東京都大田区池上にある、日蓮宗の寺院。池上本門寺の子院。

## 概要
- 九老僧（朗門の九鳳）のひとり、日伝が西谷に開創した庵室である妙蔵坊が起源。開創年代は未詳という。

## 歴史
- 1573年（元亀4年）の焼失後南谷外溝に再興し、本妙院と改称した。
- 1690年（元禄3年）現在地に移す。

## 周辺施設
- 鬼子母神堂　子育て鬼子母神像を勧請し厳定院の祈願所として1931年（昭和6年）の建立。

## 交通アクセス
- 東急池上線池上駅から徒歩7分（経路案内）。

## 参考資料
- 日蓮宗寺院大鑑編集委員会『宗祖第七百遠忌記念出版 日蓮宗寺院大鑑』大本山池上本門寺 (1981年)
- 「小さな旅池上の寺めぐり」池上朗師講　平成14年
- 「池上村 本門寺 本妙坊」『新編武蔵風土記稿』 巻ノ45荏原郡ノ7、内務省地理局、1884年6月。NDLJP:763981/81。